# タンポタケ
タンポタケ（学名: Tolypocladium capitatum）はボタンタケ目オピオコルディケプス科ハナヤスリタケ属のキノコ（菌類）。
菌寄生菌。地中に発生する菌類ツチダンゴ類に寄生する。子実体は長さ6 - 8センチメートル (cm) で、柄はオリーブ色。頭部は球形で黒色。虫には寄生しないが広義の冬虫夏草の一種。
ツチダンゴ類に寄生するキノコには他にタンポタケモドキ（T. japonicum）、ハナヤスリタケ（T. ophioglossoides）などがある。